# Masayuki Maegawa
Masayuki Maegawa (前川 正行 Maegawa Masayuki?), född 20 juni 1984 i Mie prefektur, är en japansk före detta fotbollsspelare.
Maegawa började sin karriär 2003 i Kyoto Purple Sanga. 2004 flyttade han till Ehime FC. Han avslutade karriären 2004.